# Wioślarstwo na Letnich Igrzyskach Olimpijskich 1932 – czwórka bez sternika mężczyzn
Rywalizacja w czwórkach bez sternika mężczyzn w wioślarstwie na Letnich Igrzyskach Olimpijskich 1932 rozgrywana była między 10 a 13 sierpnia 1932 w Long Beach Marine Stadium.
Do zawodów zgłoszonych zostało 5 osad.

## Wyniki

### Półfinały
Zwycięzca każdego z półfinałów awansował do finału, pozostałe osady awansowały do repasaży.
| Bieg 1  | Bieg 1            | Bieg 1                                                                        | Bieg 1  | Bieg 1 |
| Miejsce | Narodowość        | Zawodnik                                                                      | Czas    | Kwal.  |
| ------- | ----------------- | ----------------------------------------------------------------------------- | ------- | ------ |
| 1.      | Wielka Brytania   | John Badcock Jack Beresford Hugh Edwards Rowland George                       | 7:13,2  | Q      |
| 2.      | Stany Zjednoczone | Edgar Johnson George Mattson John McCosker Thomas Pierie                      | 7:19,48 |        |
| 3.      | Niemcy            | Karl Aletter Walter Flinsch Ernst Gaber Hans Maier                            | 7:37,8  |        |
| Bieg 2  |                   |                                                                               |         |        |
| Miejsce | Narodowość        | Zawodnik                                                                      | Czas    | Kwal.  |
| 1.      | Włochy            | Francesco Cossu Giliante D’Este Antonio Garzoni Provenzani Antonio Ghiardello | 7:06,8  | Q      |
| 2.      | Kanada            | Frank Courtney Russell Gammon Fraser Herman Henry Pelham                      | 7:12,0  |        |

### Repasaże
Dwie pierwsze osady awansowały do finału.Pozostała osada odpadała z rywalizacji.
| Bieg 1  | Bieg 1            | Bieg 1                                                   | Bieg 1 | Bieg 1 |
| Miejsce | Narodowość        | Zawodnik                                                 | Czas   | Kwal.  |
| ------- | ----------------- | -------------------------------------------------------- | ------ | ------ |
| 1.      | Niemcy            | Karl Aletter Walter Flinsch Ernst Gaber Hans Maier       | 7:17,2 | Q      |
| 2.      | Stany Zjednoczone | Edgar Johnson George Mattson John McCosker Thomas Pierie | 7:18,4 | Q      |
| 3.      | Kanada            | Frank Courtney Russell Gammon Fraser Herman Henry Pelham | 7:20,2 |        |

### Finał
| Bieg 1  | Bieg 1            | Bieg 1                                                                        | Bieg 1 | Bieg 1 |
| Miejsce | Narodowość        | Zawodnik                                                                      | Czas   |        |
| ------- | ----------------- | ----------------------------------------------------------------------------- | ------ | ------ |
| złoto   | Wielka Brytania   | John Badcock Jack Beresford Hugh Edwards Rowland George                       | 6:58,2 |        |
| srebro  | Niemcy            | Karl Aletter Walter Flinsch Ernst Gaber Hans Maier                            | 7:03,0 |        |
| brąz    | Włochy            | Francesco Cossu Giliante D’Este Antonio Garzoni Provenzani Antonio Ghiardello | 7:04,0 |        |
| 4.      | Stany Zjednoczone | Edgar Johnson George Mattson John McCosker Thomas Pierie                      | 7:14,2 |        |